# Aulacophora signata
Aulacophora signata is een keversoort uit de familie bladkevers (Chrysomelidae). De wetenschappelijke naam van de soort werd in 1866 gepubliceerd door Theodor Franz Wilhelm Kirsch.